# Furlanische Sprache
Das Furlanische, auch Friaulisch oder Friulanisch genannt (furlanisch furlan, italienisch friulano), ist eine romanische Sprache. Furlanisch wird im italienischen Friaul von etwa 600.000 Menschen gesprochen und ist dort als regionale Amts- und Schulsprache anerkannt. Es wird auch als Literatursprache genutzt.
Nach einigen Forschern bildet das Furlanische mit dem (Dolomiten-)Ladinischen und dem Bündnerromanischen die Gruppe der rätoromanischen Sprachen. Diese Theorie ist jedoch bis heute sehr umstritten (siehe Questione Ladina).
Fast alle Sprecher des Furlanischen beherrschen auch die italienische Sprache.
Auch die in der Gegend von Görz lebenden Slowenen und die Angehörigen der kleinen deutschsprachigen Minderheit im Friaul nutzen mehrheitlich Furlanisch als Zweit- oder Drittsprache neben Slowenisch oder Deutsch und neben Italienisch.

## Geschichte
Die Ursprünge des Friaulischen sind äußerst unklar. Ein Streitpunkt ist dabei der Einfluss des um Aquileia gesprochenen Lateins; von einigen Seiten wird behauptet, dass diverse Merkmale später ins Friaulische übernommen wurden. Allerdings weisen die in dieser Gegend gefundenen Inschriften lediglich auf Abweichungen vom Standard-Latein hin, von denen die meisten im restlichen Römischen Reich ebenfalls geläufig waren. Zu den frühen Einwohnern Friauls gehörten nach Norditalien eingewanderte keltische Karner, daher war in der Region bis zur Ankunft der Römer im Jahr 181 v. Chr. eine Varietät des Keltischen am weitesten verbreitet. Der Anteil des keltischen Substrats am modernen friaulischen Wortschatz ist gering; lediglich die Ortsbezeichnungen lassen oft keltischen Ursprung erkennen (zum Beispiel Ortsnamen auf „-acco“ oder „-icco“).
Der Einfluss des Langobardischen ist ebenfalls sehr gering, woraus geschlossen werden kann, dass sich das Friaulische um das Jahr 1000 entwickelte, etwa zur selben Zeit wie andere Dialekte, die sich vom Standard-Latein abspalteten (siehe Vulgärlatein). Die ersten schriftlichen Aufzeichnungen des Friaulischen sind in Verwaltungsakten des 13. Jahrhunderts zu finden. Diese Aufzeichnungen tauchen im folgenden Jahrhundert häufiger auf, als auch erste literarische Zeugnisse in Erscheinung treten (so zum Beispiel die „Frammenti letterari“).

### Mittelalterliche Sprachstruktur
Wie das Altfranzösische und das Altokzitanische kannte das Altfriaulische eine Zweikasusflexion. Diese hatte einen Fall für den Nominativ und einen weiteren für alle weiteren Kasus. Dadurch ergab sich folgende Opposition:
| Zweikasusflexion | Zweikasusflexion | Zweikasusflexion |
| ---------------- | ---------------- | ---------------- |
| Kasus            | Singular         | Plural           |
| Casus Rectus     | murs             | mur              |
| Casus Obliquus   | mur              | murs             |

Im Altfranzösischen sah die Opposition Rectus vs. Obliquus analog aus: murs/mur „die Mauer“/„die Mauern“ (Nominativ), mur/murs „der Mauer“/„den Mauern“ (Dativ).
Das Friaulische des 14. Jahrhunderts ähnelt im Wortschatz noch stark dem Lateinischen und ist in Texten wie dem Quaderno di Foncasio da Gemona (1336–1337) stark latinisiert. So finden sich hier Formen wie ego für neufriaulisch jo (dt. „ich“), filius für neufriaulisch fi (dt. „Sohn“) oder die für neufriaulisch di (dt. „Tag“). Der Wandel a→e ist ebenfalls noch nicht vollzogen, so finden sich etwa Formen wie glesia, chasa für neufriaulisch glesie, cjase („Kirche“/„Haus“). Der Artikel lautet häufig lu und im Plural li, wo heute im Standard il bzw. i stehen. Die für das Friaulische so typische Fusion von Artikel und Präposition zu Artikelpräpositionen ist noch nicht vollzogen. So finden sich etwa im Registro dei Pelliciai di Udine (zwischen 1400 und 1430 verfasst) Formen wie in lo und in lu statt neufriaulisch intal („in dem“, „im“) etc. Die schriftlichen Aufzeichnungen unterstreichen jedoch bereits die Existenz der für das Friaulische typischen Palatalisierung von /k/ vor /a/: altfriaulisch la chasa für neufriaulisch la cjase („das Haus“). Eine ähnliche Palatalisierung findet sich sonst auch im Französischen.
Beispiel für einen altfriaulischen Text (Quaderno di Odorlico da Cividale, 1360 ca., Karte 10r, Abgedruckt in Vicario (2005: 104))
1. Item si reçeuey ady viij d-auost
2. di Ugulin a-non di Çuany di
3. Blas marchis -x- di dinas
4. in prisinço di ser Çuan nodà

### La questione ladina
Der Romanist Graziadio Isaia Ascoli vertrat im Jahre 1871 die Vorstellung von einer Einheit zwischen Ladinisch, Bündnerromanisch und Friaulisch. Dieser Theorie zufolge gehören jene drei Sprachen derselben Familie an, die sich in der Vergangenheit von der Schweiz über Muggia bis nach Istrien erstreckte. Heutzutage lassen sich diese drei Sprachen nur noch als voneinander isolierte Inseln erkennen. Der Sprachwissenschaftler Francescato behauptete darüber hinaus, dass das Venetische bis zum 14. Jahrhundert viele phonetische Merkmale mit dem Friaulischen und Ladinischen gemeinsam hatte.
Die heute am meisten vertretene Meinung ist, dass die oben genannten Sprachen ursprünglich zwar zur selben Familie gehörten, aber sich vor vielen Jahrhunderten bereits auseinanderentwickelten. Außerdem gibt es viele Merkmale, welche von Ascoli als typisch rätoromanisch angesehen wurden, die aber auch in norditalienischen Varietäten vorkommen.
Die Questione Ladina ist bis heute umstritten und hat auch politische Auswirkungen.
Seit 2001 koordiniert die Regionalagentur für die friaulische Sprache die Aktivitäten zum Schutz und zur Förderung der friaulischen Sprache in der Region.

## Verbreitung

### Italien
Friaulisch wird heutzutage vor allem in den ehemaligen Provinzen Pordenone und Udine sowie in den karnischen Alpen gesprochen. Weit verbreitet ist es darüber hinaus in der ehemaligen Provinz Gorizia und im Osten der Region Venetien. In der Vergangenheit war das Friaulische jedoch noch weiter verbreitet, da es auch in Triest und Muggia gesprochen wurde.

### Weltweit
Bis in die 1960er Jahre war Friaul eine Gegend, die von hoher Armut geprägt war, weshalb viele Einwohner nach Frankreich, Belgien und in die Schweiz auswanderten. Außereuropäische Emigrationsziele waren Kanada, Australien, Argentinien, Brasilien, die USA und Südafrika. Dort gibt es auch Gemeinschaften friaulischer Emigranten („Fogolâr furlan“), die ihre Traditionen und vor allem die friaulische Sprache aufrechterhalten wollen.

## Literarische Zeugnisse
Die ersten Schriftzeugnisse des Friaulischen reichen bis in das 13. Jahrhundert zurück und sind meist wirtschaftlicher oder juristischer Natur. Vor allem im verwaltungstechnischen Bereich sind viele Beispiele zu finden, in denen Latein und Friaulisch nebeneinander verwendet wurden. Die ersten literarischen Erzeugnisse bestehen aus Liebesdichtung des 14. Jahrhunderts, welche wohl vom Dolce stil novo inspiriert worden war. Das berühmteste Werk dieser Zeit stellt Piruç myò doç inculurit („Meine süße, farbige Birne“) dar, das von einem anonymen Autor aus Cividale del Friuli um 1380 verfasst wurde.
| Originaltext                                              | Übertragung in modernes Friaulisch                              |
| --------------------------------------------------------- | --------------------------------------------------------------- |
| Piruç myò doç inculurit quant yò chi viot, dut stoi ardit | Piruç mio dolç inculurît cuant che jo ti viôt, dut o stoi ardît |

Da sich bei der Übertragung nur wenige Unterschiede ergeben, kann man davon ausgehen, dass sich die Sprache nicht über die Maßen weiterentwickelt hat. Abgesehen von obsoleten Wörtern (so zum Beispiel dum(n) lo) hätte ein moderner Friaulisch-Sprecher keine Probleme, dieses Gedicht zu verstehen.
Die zweite wichtige Ära der friaulischen Literatur ist das 16. Jahrhundert, obwohl die Sprache in dieser Zeit als Geschäftssprache durch das venezianische Italienisch verdrängt wurde und ein reformatorisches und daher auch gegenreformatorisches Schrifttum fehlt, wie es für die Rätoromanische Literatur prägend war. Die Hauptgestalt dieser Zeit ist der Autor Ermes di Colorêt; sein Gesamtwerk, in dem er die italienische Kunstdichtung nachahmte, umfasst über 200 Gedichte. Im 19. Jahrhundert blühte die friaulische Literatur parallel zur italienischen Mundartdichtung erneut auf. Bekannt wurde vor allem Pieri Zorut.
Auch Pier Paolo Pasolini schrieb Texte in furlanischer Sprache. 1944 gründete er eine Akademie für die furlanische Sprache, die Academiuta di lenga furlana, aus der Widerstandshaltung gegen den Faschismus heraus, aber auch um dem katholischen Klerus nicht allein den Gebrauch des von der Linken als rückständig empfundenen Dialekts zu überlassen.
Heute gilt als der wichtigste Vertreter der friaulischen Literatur Hans Kitzmüller, der diese auch verlegt und vermarktet.

## Phonologie

### Vokale
Lange Vokale sind typisch für das Friaulische, was wiederum die italienische Aussprache von Friaulern beeinflusst.
Das Friaulische unterscheidet zwischen kurzen und langen Vokalen, so dass sich aus diesem quantitativen Unterschied Minimalpaare ergeben. Lange Vokale werden durch einen Zirkumflex-Akzent gekennzeichnet.
lat (Milch)
lât (gegangen)
fis (fest, dicht)
fîs (Söhne, Kinder)
lus (Luxus)
lûs (Licht)
Die Varietäten des Friaulischen lassen sich anhand ihres Umgangs mit Langvokalen unterscheiden. So werden in manchen Varietäten besagte Langvokale diphthongiert. Die folgende Grafik stellt vier Wörter aus dem Standard-Friaulischen (pît Fuß, sêt Durst, pôc ein bisschen, fûc Feuer) und ihre Realisation in vier Varietäten dar. Dabei sind Monophthonge blau und Diphthonge gelb gekennzeichnet.
|     | Westen | Codroipo | Karnien | Zentral |
| sêt | [seit] | [se:t]   | [seit]  | [se:t]  |
| pît | [peit] | [peit]   | [pi:t]  | [pi:t]  |
| pôc | [pouk] | [po:k]   | [pouk]  | [po:k]  |
| fûc | [fouk] | [fouk]   | [fu:k]  | [fu:k]  |

### Konsonanten
Die Aufzählung hier beschreibt die Aussprache der furlanischen Sprache nach der offiziellen Rechtschreibung. Folgende Konsonanten und Konsonantenkombinationen weichen in ihrer Aussprache vom Deutschen ab:
| c vor e oder i          | tsch wie in tschüs                    | [⁠tʃ⁠] |
| c sonst                 | k unbehaucht                          | [⁠k⁠]  |
| ch                      | k unbehaucht                          | [⁠k⁠]  |
| cj                      | ähnlich wie tj in tja                 | [⁠c⁠]  |
| ç                       | tsch                                  | [⁠tʃ⁠] |
| g vor e oder i          | dsch wie in Dschungel                 | [⁠dʒ⁠] |
| g sonst                 | g wie in gut                          | [⁠g⁠]  |
| gh                      | g                                     | [⁠g⁠]  |
| gj                      | wie gy im Ungarischen, ähnlich wie dj | [⁠ɟ⁠]  |
| gn                      | nj wie gn in Kampagne                 | [⁠ɲ⁠]  |
| gz                      | dsch                                  | [⁠dʒ⁠] |
| h                       | immer stumm                           |      |
| n am Wortende           | wie n in hinken                       | [⁠ŋ⁠]  |
| p                       | p unbehaucht                          | [⁠p⁠]  |
| r                       | r an der Zungenspitze gerollt         | [⁠r⁠]  |
| s                       | s stimmlos                            | [⁠s⁠]  |
| s zwischen zwei Vokalen | s stimmhaft                           | [⁠z⁠]  |
| ’s                      | s stimmhaft                           | [⁠z⁠]  |
| sc                      | sk                                    | [⁠sk⁠] |
| sch                     | sch                                   | [⁠ʃ⁠]  |
| sg                      | sg                                    | [⁠zg⁠] |
| sgh                     | sch stimmhaft                         | [⁠ʒ⁠]  |
| t                       | t unbehaucht                          | [⁠t⁠]  |
| v                       | w wie in Wald                         | [⁠v⁠]  |
| z                       | deutsches z                           | [⁠ts⁠] |
| z zwischen zwei Vokalen | z stimmhaft                           | [⁠dz⁠] |
| ’z                      | z stimmhaft                           | [⁠dz⁠] |

Doppelkonsonanten (ll, rr etc.), wie sie im Italienischen üblich sind, sind im Friaulischen fast nicht existent.

## Grammatik

### Morphologie

#### Artikel
Das Friaulische kennt zwei grammatische Geschlechter, nämlich männlich und weiblich, so zum Beispiel il mûr (die Wand), la cjadree (der Stuhl).
Die Artikel stammen von den lateinischen Pronomen ille und unus:
| Bestimmter Artikel | Bestimmter Artikel | Bestimmter Artikel |
| ------------------ | ------------------ | ------------------ |
| Numerus            | Maskulin           | Feminin            |
| Singular           | il                 | la                 |
| Plural             | i                  | lis                |

Vor einem Vokal können il und la zu l’ abgekürzt werden. Die vor allem in den alpinen Gebieten noch zu hörende Form lu (< lat. illu) für den maskulinen Artikel gilt heute standardfriaulisch als veraltet, ist jedoch die historisch ältere Form.
Auch der unbestimmte Artikel weist im Friaulischen zwei grammatische Geschlechter auf.
| Unbestimmter Artikel | Unbestimmter Artikel |
| -------------------- | -------------------- |
| Maskulin             | un                   |
| Feminin              | une                  |

Bei diesen Formen handelt es sich um diejenigen des Standardfriaulischen. Örtliche Varianten umfassen el (Nordfriaul) oder al (Süd- und Westfriaul) für den bestimmten Artikel maskulin Singular.
Es gibt (vor allem im Nordfriaul) darüber hinaus auch noch las oder li anstelle von lis und le anstelle von la. Der Plural des indefiniten Artikels uns, unis (der zum Beispiel auch im Spanischen vorkommt) gilt heute als veraltet.

#### Substantive
Wie in anderen romanischen Sprachen teilen sich die friaulischen Substantive in maskuline und feminine auf.

##### Maskulinum
Die meisten maskulinen Substantive enden auf Konsonant oder -i.
- cjan = Hund
- gjat = Katze
- fradi = Bruder
- libri = Buch

Einige maskuline Substantive enden auf -e, wie zum Beispiel sisteme (System) und probleme (Problem); dabei handelt es sich normalerweise um Wörter, die ihre Wurzeln im Altgriechischen haben. Man kann allerdings auch assimilierte Formen wie problem oder system finden.
Heutzutage kann man immer häufiger Lehnwörter aus dem Italienischen antreffen, wie zum Beispiel treno, obwohl das finale -o für das Friaulische äußerst untypisch ist. Viele dieser Wörter übernehmen jedoch den friaulischen Plural auf -s (also trenos). Dieser Trend trifft bei vielen Sprachpuristen auf Widerstand, die darauf bestehen, „echte“ friaulische Wörter statt der italienischen Versionen zu verwenden. Oft wird das finale -o (als eine Art Mittelweg) weggelassen, so dass das Substantiv wieder auf Konsonant endet (tren). In von Sprachpuristen dominierten Printmedien wird dieser Trend konsequent verfolgt.

##### Femininum
Die meisten femininen Substantive enden auf -e. Dieses -e wird im Gegensatz zum Französischen auch ausgesprochen.
Beispiele
- cjase = Haus
- lune = Mond
- scuele = Schule

Einige feminine Substantive enden jedoch auf Konsonant, so auch die Substantive auf -zion.
- man = Hand
- lezion = Lektion

#### Adjektive
Die friaulischen Adjektive weisen Genus- und Numeruskongruenz auf, so dass sich für die meisten Adjektive vier Formen ergeben; hier das Beispiel brut (hässlich):
| Deklination | Deklination | Deklination |
| ----------- | ----------- | ----------- |
| Numerus     | Maskulin    | Feminin     |
| Singular    | brut        | brute       |
| Plural      | bruts       | brutis      |

In nördlichen Varietäten lässt sich auch die Form brutes anstatt der Standard-Form brutis finden.
Die Bildung der femininen Form eines Adjektivs folgt folgenden Regeln:
- in den meisten Fällen wird ein -e angehängt: curt > curte
- bei Adjektiven auf -c ist die feminine Form -cje, -cje, -che oder -ghe
- bei Adjektiven auf -f endet die feminine Form auf -ve
- bei Adjektiven auf -p endet die feminine Form auf -be
- bei Adjektiven auf -t endet die feminine Form auf -de

#### Plural
Maskuline und feminine Substantive auf -e nehmen die Endung -is an:
- taule > taulis = Tisch, Tische
- cjase > cjasis = Haus, Häuser
- lune > lunis = Mond, Monde
- scuele > scuelis = Schule, Schulen
- sisteme > sistemis = System, Systeme

##### Regeln zur Pluralbildung
Bei fast allen anderen Substantiven lässt sich der Plural bilden, indem man -s anhängt.
- man > mans = Hand, Hände
- lezion > lezions = Lektion, Lektionen
- cjan > cjans = Hund, Hunde
- gjat > gjats = Katze, Katzen
- fradi > fradis = Bruder, Brüder
- libri > libris = Buch, Bücher
- treno > trenos = Zug, Züge
- braç > braçs = Arm, Arme
- guant > guants = Handschuh, Handschuhe

In einigen friaulischen Varietäten gibt es viele Substantive, deren finaler Konsonant verstummt, wenn das Plural-s angehängt wird. So wird der Plural von gjat beispielsweise wie gjas ausgesprochen, obwohl die Schreibung gjats ist. Auch Substantive mit finalem -ç (was ähnlich wie das deutsche tsch ausgesprochen wird) nehmen das Plural-s an, wie zum Beispiel messaç > messaçs.

##### Ausnahmen
Maskuline Substantive auf -l oder -li bilden den Plural, indem diese Endungen durch -i ersetzt werden:
- cjaval > cjavai = Pferd, Pferde
- fîl > fîi = Faden, Fäden
- cjapiel > cjapiei = Hut, Hüte
- cjaveli > cjavei = Haar, Haare
- voli > voi = Auge, Augen
- zenoli > zenoi = Knie, Knie

Weibliche Substantive auf -l formen den Plural regulär:
- piel > piels = Haut, Häute
- val > vals = Tal, Täler

Einige maskuline Substantive auf -t bilden den Plural, indem das finale -t durch -cj ersetzt wird.
- dint > dincj = Zahn, Zähne
- dut > ducj = jede/r/s, alle

Substantive auf -s bleiben durch die Pluralbildung unverändert:
- vues = Knochen, Knochen
- pes = Fisch, Fische
- mês = Monat, Monate

#### Pleonastische Pronomen
Eine besondere Eigenschaft des Friaulischen sind pleonastische Pronomen, die in der Aussprache nie betont sind. Sie sind obligatorisch und stehen in Aussagesätzen vor dem Verb. In Fragesätzen und Adhortativsätzen werden sie an das Verb gehängt.
|     | Deklarativsatz | Fragesatz | Hortativsatz |
| ich | o              | -io       | -io          |
| du  | tu             | -tu       | -tu          |
| er  | al             | -ial      | -ial         |
| sie | e              | -ie       | -ie          |
| wir | o              | -o        | -o           |
| ihr | o              | -o        | -o           |
| sie | -a             | -o        | -o           |

Ein Beispiel: jo o lavori bedeutet „ich arbeite“; lavorio jo? bedeutet „arbeite ich?“

#### Verben
Es gibt vier Konjugationen im Friaulischen, die sich durch die Verbalendungen im Infinitiv unterscheiden: -â, -ê, -i, -î. Werden diese Endungen weggenommen, so erhält man den Stamm, der für die Bildung der restlichen Formen verwendet wird. Darüber hinaus gibt es auch einige irreguläre Verben, von denen die häufigsten wohl jessi (sein), vê (haben), podê (können) und lâ (gehen) sind.
| Verben, Präsens, Deklarative Form | Verben, Präsens, Deklarative Form | Verben, Präsens, Deklarative Form | Verben, Präsens, Deklarative Form |
| --------------------------------- | --------------------------------- | --------------------------------- | --------------------------------- |
| Person                            | fevelâ (sprechen)                 | lâ (gehen)                        | jessi (sein)                      |
| jo                                | o fevel-i                         | o v-oi                            | o soi                             |
| tu                                | tu fevel-is                       | tu v-âs                           | tu sês                            |
| lui                               | al fevel-e                        | al v-a                            | al è                              |
| nô                                | o fevel-ìn                        | o l-in                            | o sin                             |
| vô                                | o fevel-ais                       | o v-ais (l-ais)                   | o sês                             |
| lôr                               | a fevel-in                        | a v-an                            | a son                             |

#### Adverbien
Indem man an die feminine Form eines Adjektivs die Endung -mentri anhängt, erhält man das entsprechende Adverb, zum Beispiel lente, lentementri (langsam). Eine Ausnahme bilden die Adjektive auf -il, welche die maskuline Form zur Adverbbildung verwenden: facil, facilmentri (einfach). Diese Adverbbildung ist jedoch ein Italianismus. Das Friaulische kennt anstelle dieser Adverbbildung zahlreiche Umschreibungen des Typs a … vie („auf … Art“) zum Beispiel a stupit vie („dummerweise“). Wie in den meisten romanischen Populärsprachen, im Rumänischen und Sardischen wird ansonsten das maskuline Adjektiv auch als Adverb verwendet.

## Vokabular
Der Wortschatz des Friaulischen basiert zum Großteil auf dem Lateinischen, wobei sich hier natürlich einige phonologische und morphologische Veränderungen abgespielt haben. Viele Wörter sind daher anderen romanischen Sprachen gemein.
Es gibt jedoch auch andere Sprachen, die zum friaulischen Wortschatz beigetragen haben:
- Vor allem im Mittelalter fanden deutsche Wörter ihren Weg in das Friaulische. Besonders während der Zeit des Patriarchats von Aquileia war der Einfluss dieser Kultur besonders stark, so zum Beispiel bussâ ‚küssen‘, crot ‚Kröte, Frosch‘, cramar ‚Krämer, Vertreter‘. Diese Wörter stammen aus dem angrenzenden Kärntner Dialekt. Noch deutlicher ist dies etwa in den Wörtern ziruc ‚zurück‘ < kärntnerisch zruck und slofen ‚schlafen‘ < kärntnerisch schlåfn in der Redewendung lâ a slofen ‚zu Bett gehen‘ zu sehen.
- Slawische Wörter wurden von Einwanderern ins Land gebracht, die nach der ungarischen Invasionen des 10. Jahrhunderts, infolge deren ein Großteil der Bevölkerung umgekommen war, Teile des Friauls wieder besiedelten. Beispiele sind cjast ‚Scheune‘, zigâ ‚schreien‘, zave ‚Kröte‘. Vor allem Ortsnamen weisen oft slawischen Ursprung auf.
- Viele Wörter weisen germanischen (wahrscheinlich langobardischen Ursprungs) oder keltische Wurzeln auf. Für die erste Kategorie sind als Beispiele hier folgende zu nennen: sbregâ ‚ziehen‘, sedon ‚Löffel‘, taponâ ‚bedecken‘; für letztere bregons ‚Hose‘, drâğ ‚Sieb‘, glasinis ‚Heidelbeere‘, jote ‚Gesöff‘, troi ‚Weg‘, viscle ‚Peitsche‘.
- Auch das Venetische übte auf den friaulischen Wortschatz einen Einfluss aus: canucje ‚Stroh‘.

## Gegenwärtiger Zustand des Friaulischen

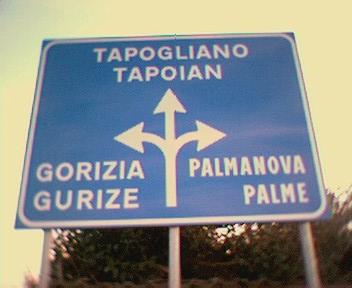
Straßenschilder auf Italienisch und Friaulisch

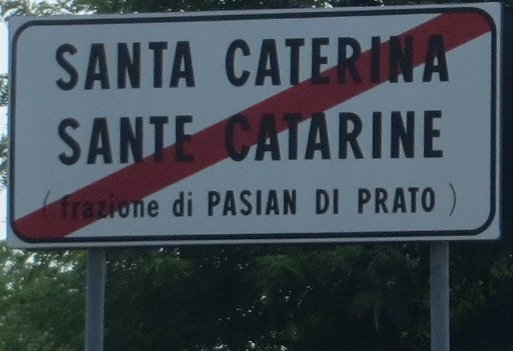
Zweisprachige Ortstafel in Santa Caterina

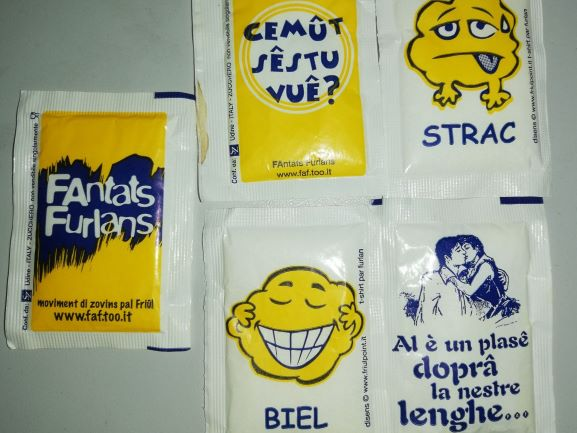
Zuckersäckchen der Fantats furlans, der friaulischen Jugend, laden beim täglichen Barbesuch ein, Friaulisch zu sprechen.

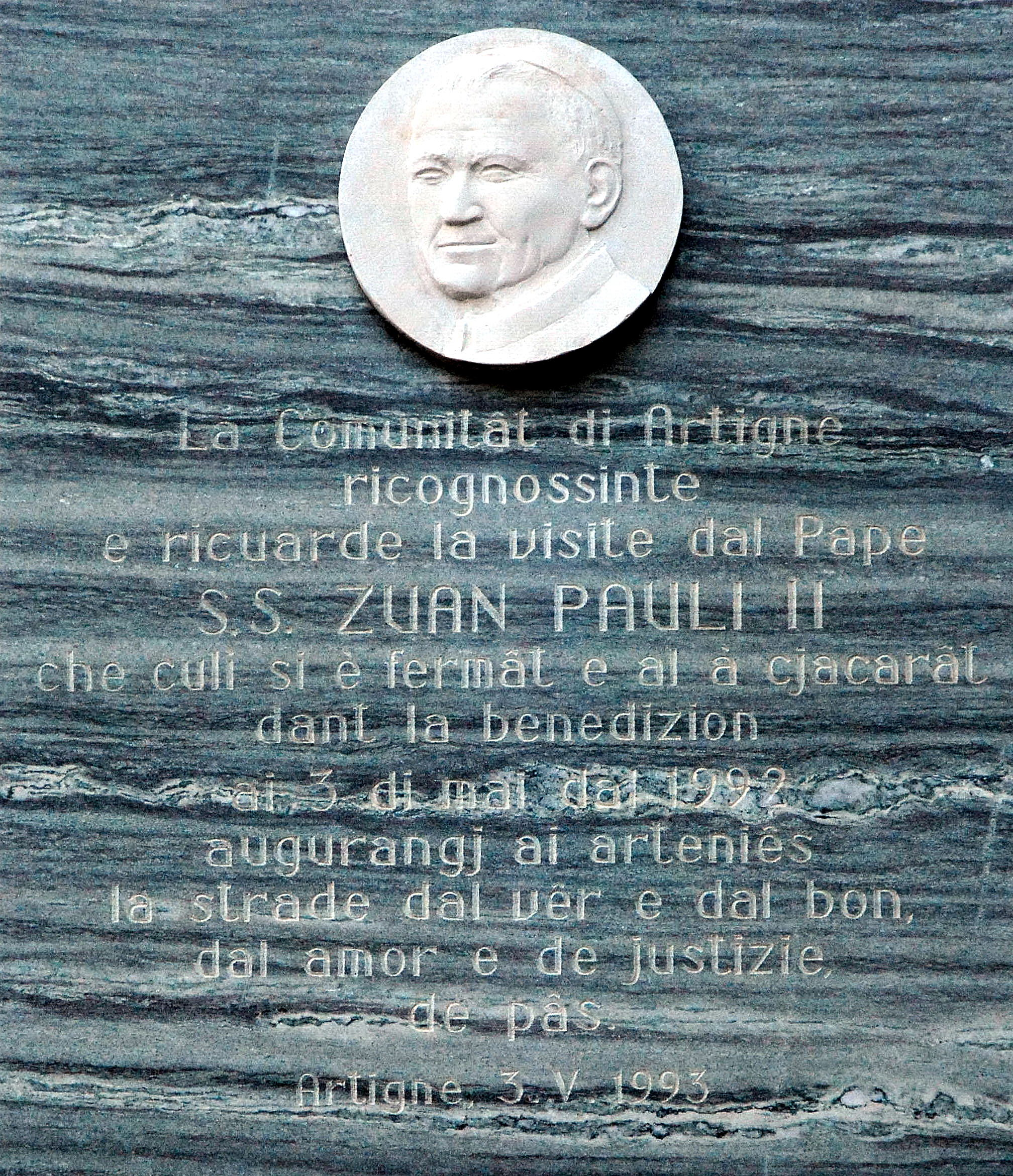
Gedenktafel an den Papstbesuch in Artegna auf Friaulisch

### Rechtliche Lage
Das Friaulische ist in Italien durch das Gesetz 482/1999 offiziell als Minderheitensprache anerkannt. So wurde Friaulischunterricht in vielen Grundschulen eingeführt, aber nur als Wahlfach.

### Kultur
Die größte Organisation zur Erhaltung des Friaulischen ist die Societât filologjiche furlane, die im Jahre 1919 in Görz gegründet wurde. Es gibt Online-Zeitungen und viele friaulische Musikgruppen, die diese Sprache auch in ihren Texten verwenden. In neuerer Zeit wurden zwei Filme auf Friaulisch (Tierç lion und Lidrîs cuadrade di trê) herausgebracht und stießen dabei in italienischen Zeitungen auf positive Kritik. Es existiert auch eine friaulische Übersetzung der Bibel. Der Dichter und Schriftsteller Ermes Culos hat verschiedene Literaturwerke wie zum Beispiel Dante Alighieris Göttliche Komödie und Miguel de Cervantes’ Don Quijote ins Furlanische übersetzt.

### Schulwesen
An den Schulen des Friauls ist Furlanisch ein ordentliches Fach im Lehrplan. Die Schüler können allerdings bei der Anmeldung auf den Unterricht verzichten. 61 % der Schüler in der ehemaligen Provinz Udine, 46 % in der ehemaligen Provinz Gorizia und 30 % in der ehemaligen Provinz Pordenone haben sich dabei für den Unterricht entschieden.

### Ortsnamen
Jeder Ort Friauls besitzt sowohl einen friaulischen als auch einen italienischen Namen. Da das Italienische jedoch die Amtssprache ist, sind analog auch die italienischen Ortsbezeichnungen offiziell. Zweisprachige (italienisch und friaulisch) Ortsschilder trifft man in etwa 40 Prozent der Gemeinden der ehemaligen Provinz Udine an. Seit 2004 werden auch einsprachig-italienische Straßenwegweiser sukzessive durch zweisprachige ersetzt. Zwei Beispiele: die friaulische Bezeichnung für Udine lautet Udin, diejenige von Tolmezzo Tumieç.

## Standardisierung
Wie anderen Minderheitensprachen stellt sich dem Friaulischen auch die Problematik der Standardisierung, was nicht nur die Schaffung einer Standardsprache, sondern auch ein einheitliches Schriftsystem betrifft. In der Regel wird das Zentralfriaulische als Standard anerkannt, was allerdings immer noch als kontrovers betrachtet wird.

### Varietäten des Friaulischen

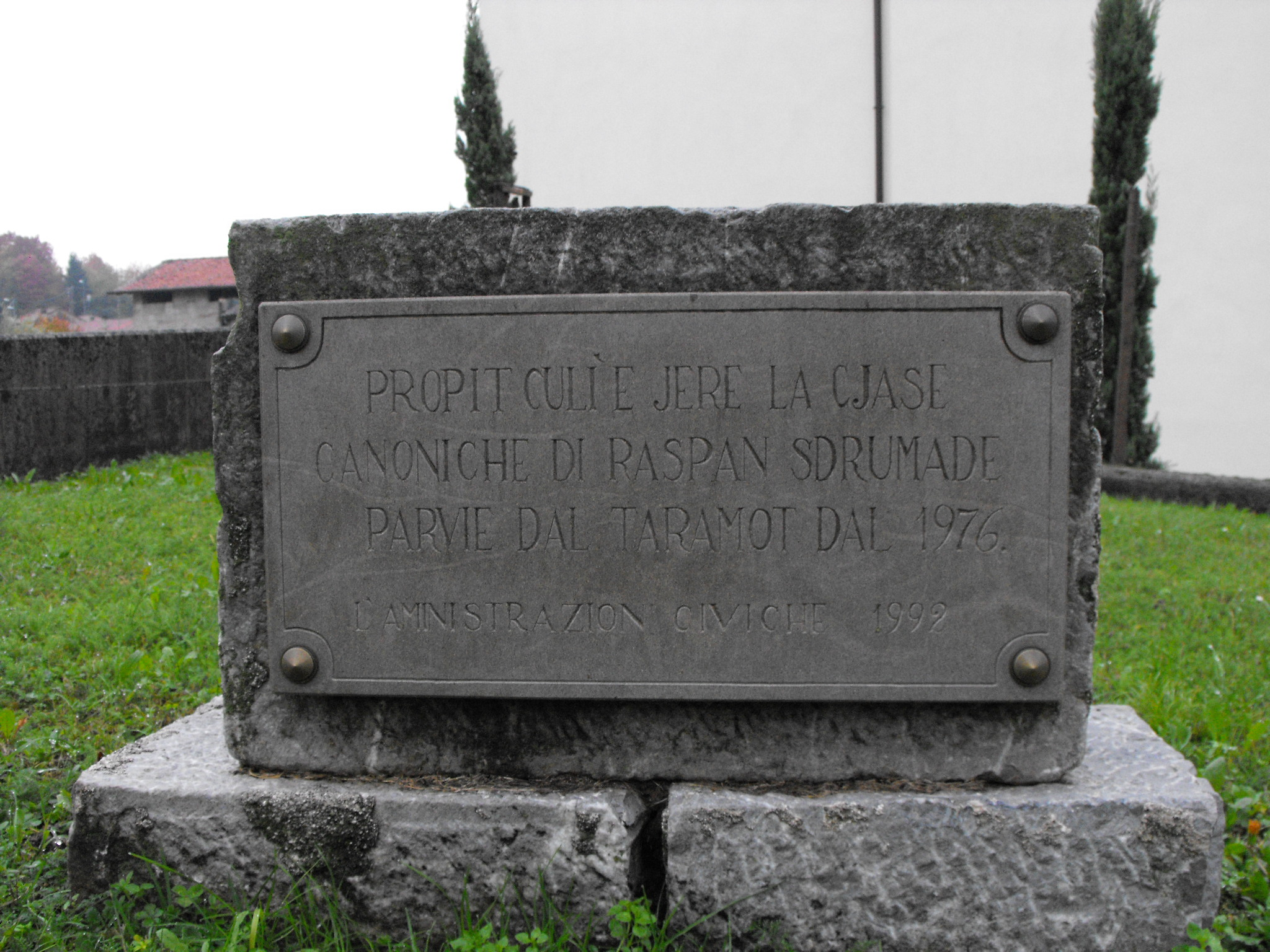
Gedenktafel auf Zentralfriaulisch in Raspano (Gemeinde Cassacco)

Die vier größeren Dialektgruppen des Friaulischen unterscheiden sich in erster Linie anhand der Endvokale von Substantiven oder Adjektiven:
- Zentralfriaulisch, gesprochen in der Provinz Udine
  - Wörter enden auf -e.
  - Verwendung in vielen offiziellen Dokumenten, als Standard erachtet
- Nordfriaulisch, gesprochen in Karnien
  - Wörter können auf -o, -e, oder –a enden, was jedoch in einigen Tälern variieren kann.
- Südost-Friaulisch, gesprochen in Bassa Friulana und in der Gegend um den Fluss Isonzo (Provinz Gorizia)
  - Wörter enden auf -a.
  - größere Nähe zum Italienischen
- Westfriaulisch, gesprochen in der Provinz Pordenone
  - Wörter enden auf -a.
  - großer Einfluss des Venetischen

So entsprechen dem zentralfriaulischen cjase in anderen Gegenden die Versionen cjasa oder cjaso. Der wohl bekannteste Vertreter des Friaulischen im 20. Jahrhundert, Pier Paolo Pasolini, verfasste seine Werke auf Westfriaulisch, das er von seiner Mutter erlernt hatte.
Die ersten literarischen Werke aus dem 13. Jahrhundert basieren auf dem Friaulischen, das um Cividale del Friuli gesprochen wurde, das zur damaligen Zeit die wichtigste Stadt Friauls gewesen war; so findet sich hier interessanterweise sehr häufig der Endvokal -o, was heutzutage nur noch auf einige Dörfer in Karnien beschränkt ist. Udine, wo die Endung -a am häufigsten war, löste später Cividale del Friuli als bedeutendste Stadt im Friaul ab. Erst ab dem 16. Jahrhundert findet sich die Endung -e.

### Schriftsysteme
Das offizielle Schriftsystem, das von der Provinz Udine in offiziellen Dokumenten verwendet wird, besteht aus dem lateinischen Alphabet und dem c mit Cedille (ç). Der Buchstabe q wird nur für Eigennamen und historische Ortsnamen verwendet und wird in allen anderen Fällen durch c ersetzt. Die Buchstaben k, w, x und y kommen lediglich in Lehnwörtern vor. Sie werden nicht als Teil des Alphabets gesehen:
```
   Aa Bb Cc Çç Dd Ee Ff Gg Hh Ii Jj Ll Mm Nn Oo Pp Qq Rr Ss Tt Uu Vv Zz
```

Darüber hinaus existieren auch Gravis-, Lenis- und Zirkumflex-Akzent, wobei letzterer einen Langvokal anzeigt, um so Minimalpaare zu unterscheiden, so zum Beispiel lât vs. lat.

## Sprachbeispiele

### Beispielsätze
- Hallo, ich heiße Jakob!
Mandi, jo o ai nom Jacum!
- Heute ist es sehr heiß!
Vuê al è propite cjalt!
- Ich muss jetzt wirklich gehen, bis dann!
O scugni propite lâ cumò, ariviodisi.
- Ich kann heute Abend nicht ausgehen, ich muss lernen.
No pues vignî fûr usgnot, o ai di studiâ.[6]

### Das Vaterunser auf Friaulisch
Pari nestri che tu sês in cîl,

che al sedi santifiât il to nom,

che al vegni il to ream,

che e sedi fate la tô volontât

sicu in cîl cussì ancje in tiere.

Danus vuê il nestri pan cotidian

e pardoninus i nestris debits

sicu ancje nô ur ai pardonìn ai nestris debitôrs

E no stâ menânus in tentazion

ma liberinus dal mâl.

To al è il ream, tô e je la potence, tô e je la glorie tai secui dai secui.

Amen.